# 영자의 전성시대 (영화)
"영자의 전성시대"(영자의 全盛時代)는 1975년에 개봉한 김호선 감독의 대한민국 영화이다.

## 줄거리
월남에 갔다가 돌아와 목욕탕에서 때밀이 노릇을 하는 창수(송재호)는 경찰서 보호실에서 우연히 영자(염복순)를 만난다. 사랑하는 영자는 봉제공, 빠걸, 버스 안내양을 거쳐 창녀가 돼있는데...

## 출연
- 송재호
- 염복순
- 최불암
- 도금봉
- 이순재